# Judo-Weltmeisterschaften 1999
Die 20. Judo-Weltmeisterschaften 1999 fanden vom 6. Oktober bis zum 9. Oktober 1999 in der National Indoor Arena in Birmingham, Vereinigtes Königreich, statt.

## Ergebnisse

### Männer
| Gewichtsklasse | Gold               | Silber           | Bronze               |
| -------------- | ------------------ | ---------------- | -------------------- |
| - 60 kg        | Manolo Poulot      | Kazuhiko Tokuno  | Natik Bagirov        |
| - 60 kg        | Manolo Poulot      | Kazuhiko Tokuno  | Nestor Chergiani     |
| - 66 kg        | Larbi Benboudaoud  | Hüseyin Özkan    | Patrick van Kalken   |
| - 66 kg        | Larbi Benboudaoud  | Hüseyin Özkan    | Yordanis Arencibia   |
| - 73 kg        | Jimmy Pedro        | Witali Makarow   | Sebastian Pereira    |
| - 73 kg        | Jimmy Pedro        | Witali Makarow   | Georgi Rewasischwili |
| - 81 kg        | Graeme Randall     | Farkhod Turaev   | Kwak Ok-chol         |
| - 81 kg        | Graeme Randall     | Farkhod Turaev   | Cho In-chul          |
| - 90 kg        | Hidehiko Yoshida   | Victor Florescu  | Yoo Sung-yeon        |
| - 90 kg        | Hidehiko Yoshida   | Victor Florescu  | Adrian Croitoru      |
| - 100 kg       | Kōsei Inoue        | Jang Sung-ho     | Alexander Michailin  |
| - 100 kg       | Kōsei Inoue        | Jang Sung-ho     | Nicolas Gill         |
| + 100 kg       | Shinichi Shinohara | Indrek Pertelson | Pan Song             |
| + 100 kg       | Shinichi Shinohara | Indrek Pertelson | Selim Tataroğlu      |
| Offene Klasse  | Shinichi Shinohara | Selim Tataroğlu  | Dennis van der Geest |
| Offene Klasse  | Shinichi Shinohara | Selim Tataroğlu  | Harry Van Barneveld  |

### Frauen
| Gewichtsklasse | Gold             | Silber            | Bronze               |
| -------------- | ---------------- | ----------------- | -------------------- |
| - 48 kg        | Ryōko Tamura     | Amarilis Savón    | Sarah Nichilo-Rosso  |
| - 48 kg        | Ryōko Tamura     | Amarilis Savón    | Anna-Maria Gradante  |
| - 52 kg        | Noriko Narazaki  | Legna Verdecia    | Kye Sun-hui          |
| - 52 kg        | Noriko Narazaki  | Legna Verdecia    | Marie-Claire Restoux |
| - 57 kg        | Driulis González | Isabel Fernández  | Jessica Gal          |
| - 57 kg        | Driulis González | Isabel Fernández  | Michaela Vernerová   |
| - 63 kg        | Keiko Maeda      | Gella Vandecaveye | Sara Álvarez         |
| - 63 kg        | Keiko Maeda      | Gella Vandecaveye | Karen Roberts        |
| - 70 kg        | Sibelis Veranes  | Ulla Werbrouck    | Kate Howey           |
| - 70 kg        | Sibelis Veranes  | Ulla Werbrouck    | Ylenia Scapin        |
| - 78 kg        | Noriko Anno      | Yin Yufeng        | Céline Lebrun        |
| - 78 kg        | Noriko Anno      | Yin Yufeng        | Diadenis Luna        |
| + 78 kg        | Beata Maksymow   | Yuan Hua          | Miho Ninomiya        |
| + 78 kg        | Beata Maksymow   | Yuan Hua          | Karina Bryant        |
| Offene Klasse  | Daima Beltrán    | Miho Ninomiya     | Zwetana Bosilowa     |
| Offene Klasse  | Daima Beltrán    | Miho Ninomiya     | Choi Sook-ie         |

## Medaillenspiegel
| Rang      | Land                   | Gold | Silber | Bronze | Gesamt |
| --------- | ---------------------- | ---- | ------ | ------ | ------ |
| 1         | Japan                  | 8    | 2      | 1      | 11     |
| 2         | Kuba                   | 4    | 2      | 2      | 8      |
| 3         | Frankreich             | 1    | 0      | 3      | 4      |
| 3         | Vereinigtes Königreich | 1    | 0      | 3      | 4      |
| 5         | Vereinigte Staaten     | 1    | 0      | 0      | 1      |
| 5         | Polen                  | 1    | 0      | 0      | 1      |
| 7         | Belgien                | 0    | 2      | 1      | 3      |
| 7         | Türkei                 | 0    | 2      | 1      | 3      |
| 7         | Volksrepublik China    | 0    | 2      | 1      | 3      |
| 10        | Südkorea               | 0    | 1      | 3      | 4      |
| 11        | Spanien                | 0    | 1      | 1      | 2      |
| 11        | Russland               | 0    | 1      | 1      | 2      |
| 13        | Estland                | 0    | 1      | 0      | 1      |
| 13        | Moldau                 | 0    | 1      | 0      | 1      |
| 13        | Usbekistan             | 0    | 1      | 0      | 1      |
| 16        | Niederlande            | 0    | 0      | 3      | 3      |
| 17        | Georgien               | 0    | 0      | 2      | 2      |
| 17        | Nordkorea              | 0    | 0      | 2      | 2      |
| 19        | Belarus                | 0    | 0      | 1      | 1      |
| 19        | Brasilien              | 0    | 0      | 1      | 1      |
| 19        | Bulgarien              | 0    | 0      | 1      | 1      |
| 19        | Deutschland            | 0    | 0      | 1      | 1      |
| 19        | Kanada                 | 0    | 0      | 1      | 1      |
| 19        | Italien                | 0    | 0      | 1      | 1      |
| 19        | Rumänien               | 0    | 0      | 1      | 1      |
| 19        | Tschechien             | 0    | 0      | 1      | 1      |
| Insgesamt | Insgesamt              | 16   | 16     | 32     | 64     |